# Кианг
Киангите (Equus kiang), наричани също тибетски диви магарета, са вид едри бозайници от семейство Коне (Equidae).
Разпространени са в планинските ливади на Тибетското плато и съседни райони в Непал и Индия, на надморска височина 2700 до 5300 метра. Близкородствени са с куланите (E. hemionus), като някои класификации ги приемат за техен подвид. Киангите са най-едрите диви магарета със средна височина при рамото 140 сантиметра, дължина на тялото 182 до 214 сантиметра и маса 350 до 400 килограма. Хранят се главно с трева, най-вече коило.

## Подвидове
- Equus kiang chu – северен кианг
- Equus kiang kiang – западен кианг
- Equus kiang holdereri – източен кианг
- Equus kiang polyodon – южен кианг